# Grand Prix Singapuru 2011
Grand Prix Singapuru 2011 (oficjalnie SingTel Singapore Grand Prix 2011) – czternasta eliminacja Mistrzostw Świata Formuły 1 w sezonie 2011.

## Lista startowa
Na niebieskim tle kierowcy biorący udział jedynie w piątkowym treningu
| Nr | Kierowca           | Zespół                       | Samochód            | Silnik                   | Opony |
| -- | ------------------ | ---------------------------- | ------------------- | ------------------------ | ----- |
| 1  | Sebastian Vettel   | Red Bull Racing              | Red Bull RB7        | Renault RS27-2011 2.4 V8 | P     |
| 2  | Mark Webber        | Red Bull Racing              | Red Bull RB7        | Renault RS27-2011 2.4 V8 | P     |
| 3  | Lewis Hamilton     | Vodafone McLaren Mercedes    | McLaren MP4-26      | Mercedes FO 108Y 2.4 V8  | P     |
| 4  | Jenson Button      | Vodafone McLaren Mercedes    | McLaren MP4-26      | Mercedes FO 108Y 2.4 V8  | P     |
| 5  | Fernando Alonso    | Scuderia Ferrari             | Ferrari 150° Italia | Ferrari 056 2.4 V8       | P     |
| 6  | Felipe Massa       | Scuderia Ferrari             | Ferrari 150° Italia | Ferrari 056 2.4 V8       | P     |
| 7  | Michael Schumacher | Mercedes GP Petronas F1 Team | Mercedes MGP W02    | Mercedes FO 108Y 2.4 V8  | P     |
| 8  | Nico Rosberg       | Mercedes GP Petronas F1 Team | Mercedes MGP W02    | Mercedes FO 108Y 2.4 V8  | P     |
| 9  | Bruno Senna        | Lotus Renault GP             | Renault R31         | Renault RS27-2011 2.4 V8 | P     |
| 10 | Witalij Pietrow    | Lotus Renault GP             | Renault R31         | Renault RS27-2011 2.4 V8 | P     |
| 11 | Rubens Barrichello | AT&T Williams                | Williams FW33       | Cosworth CA2011 2.4 V8   | P     |
| 12 | Pastor Maldonado   | AT&T Williams                | Williams FW33       | Cosworth CA2011 2.4 V8   | P     |
| 14 | Adrian Sutil       | Force India F1 Team          | Force India VJM04   | Mercedes FO 108Y 2.4 V8  | P     |
| 15 | Paul di Resta      | Force India F1 Team          | Force India VJM04   | Mercedes FO 108Y 2.4 V8  | P     |
| 16 | Kamui Kobayashi    | Sauber F1 Team               | Sauber C30          | Ferrari 056 2.4 V8       | P     |
| 17 | Sergio Pérez       | Sauber F1 Team               | Sauber C30          | Ferrari 056 2.4 V8       | P     |
| 18 | Sébastien Buemi    | Scuderia Toro Rosso          | Toro Rosso STR6     | Ferrari 056 2.4 V8       | P     |
| 19 | Jaime Alguersuari  | Scuderia Toro Rosso          | Toro Rosso STR6     | Ferrari 056 2.4 V8       | P     |
| 20 | Heikki Kovalainen  | Team Lotus                   | Lotus T128          | Renault RS27-2011 2.4 V8 | P     |
| 21 | Jarno Trulli       | Team Lotus                   | Lotus T128          | Renault RS27-2011 2.4 V8 | P     |
| 22 | Daniel Ricciardo   | HRT Formula One Team         | HRT F111            | Cosworth CA2011 2.4 V8   | P     |
| 23 | Vitantonio Liuzzi  | HRT Formula One Team         | HRT F111            | Cosworth CA2011 2.4 V8   | P     |
| 23 | Narain Karthikeyan | HRT Formula One Team         | HRT F111            | Cosworth CA2011 2.4 V8   | P     |
| 24 | Timo Glock         | Marussia Virgin Racing       | Virgin MVR-02       | Cosworth CA2011 2.4 V8   | P     |
| 25 | Jérôme d’Ambrosio  | Marussia Virgin Racing       | Virgin MVR-02       | Cosworth CA2011 2.4 V8   | P     |
| Nr | Kierowca           | Zespół                       | Samochód            | Silnik                   | Opony |

## Wyniki

### Sesje treningowe
| Sesja | Nr | Kierowca         | Konstruktor      | Czas     | Okr. |
| ----- | -- | ---------------- | ---------------- | -------- | ---- |
| 1     | 3  | Lewis Hamilton   | Mercedes         | 1:48,599 | 10   |
| 2     | 1  | Sebastian Vettel | Red Bull-Renault | 1:46,374 | 33   |
| 3     | 2  | Mark Webber      | Red Bull-Renault | 1:46,081 | 15   |

### Kwalifikacje
Źródło: Wyprzedź Mnie!
| Poz. | Nr | Kierowca           | Konstruktor          | Q1       | Q2       | Q3       | Poz. s. |
| --- | --- | ------------------ | -------------------- | -------- | -------- | -------- | ------- |
| 1 | 1 | Sebastian Vettel   | Red Bull-Renault     | 1:46,397 | 1:44,931 | 1:44,381 | 1       |
| 2 | 2 | Mark Webber        | Red Bull-Renault     | 1:47,332 | 1:45,651 | 1:44,732 | 2       |
| 3 | 4 | Jenson Button      | McLaren-Mercedes     | 1:46,956 | 1:45,427 | 1:44,804 | 3       |
| 4 | 3 | Lewis Hamilton     | McLaren-Mercedes     | 1:47,014 | 1:46,829 | 1:44,809 | 4       |
| 5 | 5 | Fernando Alonso    | Ferrari              | 1:47,054 | 1:45,779 | 1:44,874 | 5       |
| 6 | 6 | Felipe Massa       | Ferrari              | 1:47,945 | 1:45,955 | 1:45,800 | 6       |
| 7 | 8 | Nico Rosberg       | Mercedes             | 1:47,688 | 1:46,405 | 1:46,013 | 7       |
| 8 | 7 | Michael Schumacher | Mercedes             | 1:48,819 | 1:46,043 | –        | 8       |
| 9 | 14 | Adrian Sutil       | Force India-Mercedes | 1:47,952 | 1:47,093 | –        | 9       |
| 10 | 15 | Paul di Resta      | Force India-Mercedes | 1:48,022 | 1:47,486 | –        | 10      |
| 11 | 17 | Sergio Pérez       | Sauber-Ferrari       | 1:47,717 | 1:47,616 | –        | 11      |
| 12 | 11 | Rubens Barrichello | Williams-Cosworth    | 1:48,061 | 1:48,082 | –        | 12      |
| 13 | 12 | Pastor Maldonado   | Williams-Cosworth    | 1:49,710 | 1:48,270 | –        | 13      |
| 14 | 18 | Sébastien Buemi    | Toro Rosso-Ferrari   | 1:48,753 | 1:48,634 | –        | 14      |
| 15 | 10 | Bruno Senna        | Renault              | 1:48,861 | 1:48,662 | –        | 15      |
| 16 | 19 | Jaime Alguersuari  | Toro Rosso-Ferrari   | 1:49,588 | 1:49,862 | –        | 16      |
| 17 | 16 | Kamui Kobayashi    | Sauber-Ferrari       | 1:48,054 | –        | –        | 17      |
| 18 | 10 | Witalij Pietrow    | Renault              | 1:49,835 | –        | –        | 18      |
| 19 | 20 | Heikki Kovalainen  | Lotus-Renault        | 1:50,948 | –        | –        | 19      |
| 20 | 21 | Jarno Trulli       | Lotus-Renault        | 1:51,012 | –        | –        | 20      |
| 21 | 24 | Timo Glock         | Virgin-Cosworth      | 1:52,154 | –        | –        | 21      |
| 22 | 25 | Jérôme d’Ambrosio  | Virgin-Cosworth      | 1:52,363 | –        | –        | 22      |
| 23 | 22 | Daniel Ricciardo   | HRT-Cosworth         | 1:52,404 | –        | –        | 23      |
| 24 | 23 | Vitantonio Liuzzi  | HRT-Cosworth         | 1:52,810 | –        | –        | 24      |
| Poz. | Nr | Kierowca           | Konstruktor          | Q1       | Q2       | Q3       | Poz. s. |
| \| Legenda \| Legenda \| \| ------------------------ \| ---------------------------------------------------------------------------------------------------------------------------------------------------------------------------------------------------------------------------------------------------------------- \| \| Poz. Nr Q1 Q2 Q3 Poz. s. \| Pozycja zajęta w sesji kwalifikacyjnej Numer startowy kierowcy Wynik uzyskany w pierwszej części kwalifikacji Wynik uzyskany w drugiej części kwalifikacji Wynik uzyskany w trzeciej części kwalifikacji Pozycja startowa po uwzględnięniu kar, przesunięć, itp. \| | |                    |                      |          |          |          |         |
| Legenda | |                    |                      |          |          |          |         |
| Poz. Nr Q1 Q2 Q3 Poz. s. | Pozycja zajęta w sesji kwalifikacyjnej Numer startowy kierowcy Wynik uzyskany w pierwszej części kwalifikacji Wynik uzyskany w drugiej części kwalifikacji Wynik uzyskany w trzeciej części kwalifikacji Pozycja startowa po uwzględnięniu kar, przesunięć, itp. |                    |                      |          |          |          |         |

### Wyścig

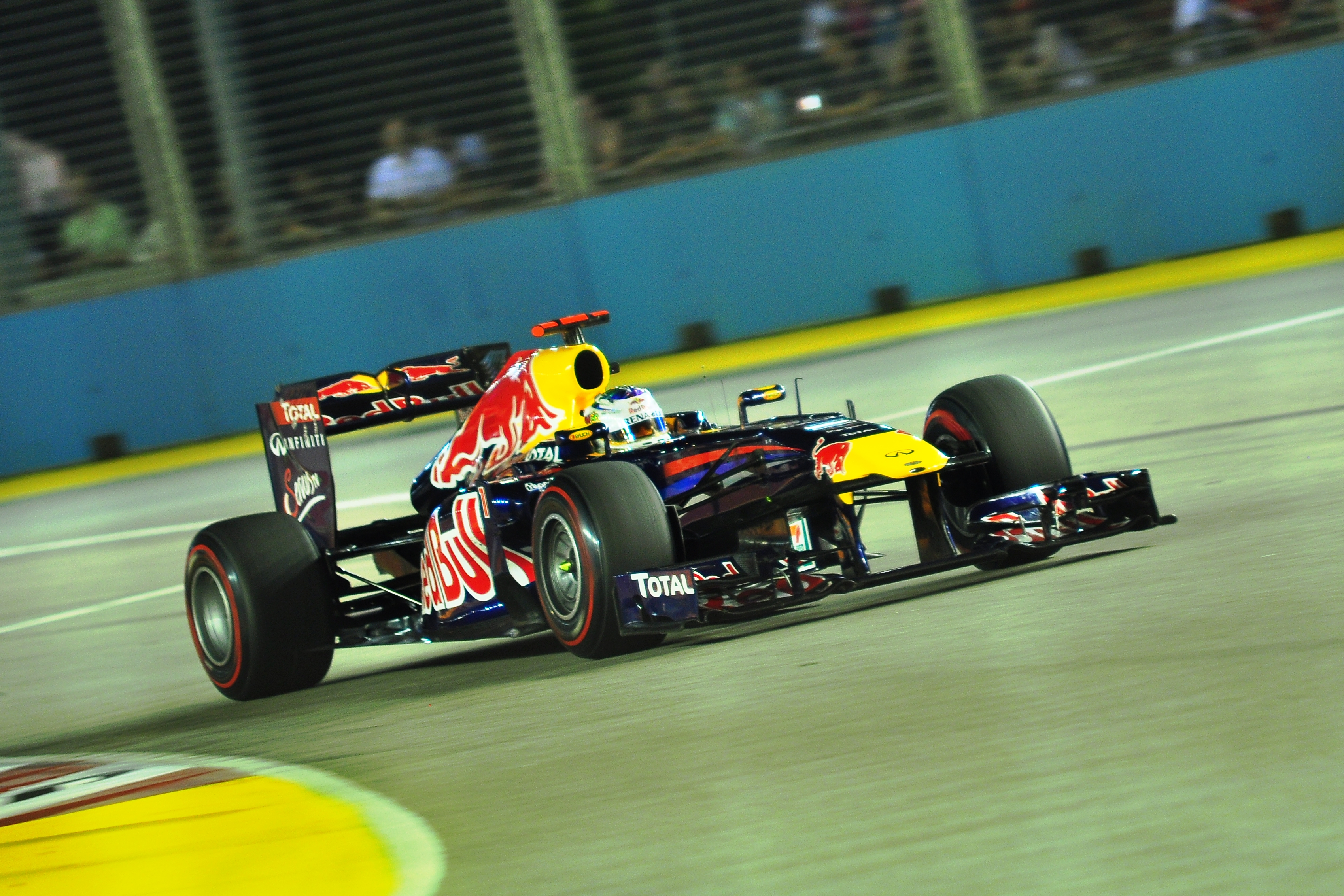
Sebastian Vettel na prowadzeniu w wyścigu

Źródło: Wyprzedź Mnie!
| P                 | + / –     | Nr | Kierowca           | Konstruktor          | Okr. | Czas / Strata     | Komentarz |
| ----------------- | --------- | -- | ------------------ | -------------------- | ---- | ----------------- | --------- |
| 1                 | Bez zmian | 1  | Sebastian Vettel   | Red Bull-Renault     | 61   | 1h59m06,537       |           |
| 2                 | 1         | 4  | Jenson Button      | McLaren-Mercedes     | 61   | +0:01,737         |           |
| 3                 | 1         | 2  | Mark Webber        | Red Bull-Renault     | 61   | +0:29,279         |           |
| 4                 | 1         | 5  | Fernando Alonso    | Ferrari              | 61   | +0:55,449         |           |
| 5                 | 1         | 3  | Lewis Hamilton     | McLaren-Mercedes     | 61   | +1:07,766         | [ 4 ]     |
| 6                 | 4         | 15 | Paul di Resta      | Force India-Mercedes | 61   | +1:51,067         |           |
| 7                 | Bez zmian | 8  | Nico Rosberg       | Mercedes             | 60   | +1 okr.           |           |
| 8                 | 1         | 14 | Adrian Sutil       | Force India-Mercedes | 60   | +1 okr. (00,382)  |           |
| 9                 | 3         | 6  | Felipe Massa       | Ferrari              | 60   | +1 okr. (00,381)  |           |
| 10                | 1         | 17 | Sergio Pérez       | Sauber-Ferrari       | 60   | +1 okr. (02,307)  |           |
| 11                | 2         | 12 | Pastor Maldonado   | Williams-Cosworth    | 60   | +1 okr. (08,679)  |           |
| 12                | 2         | 18 | Sébastien Buemi    | Toro Rosso-Ferrari   | 60   | +1 okr. (00,609)  |           |
| 13                | 1         | 11 | Rubens Barrichello | Williams-Cosworth    | 60   | +1 okr. (15,866)  |           |
| 14                | 3         | 16 | Kamui Kobayashi    | Sauber-Ferrari       | 59   | +2 okr.           | [ 5 ]     |
| 15                | Bez zmian | 9  | Bruno Senna        | Renault              | 59   | +2 okr. (18,297)  |           |
| 16                | 3         | 20 | Heikki Kovalainen  | Lotus-Renault        | 59   | +2 okr. (22,367)  |           |
| 17                | 1         | 10 | Witalij Pietrow    | Renault              | 59   | +2 okr. (15,173)  |           |
| 18                | 4         | 25 | Jérôme d’Ambrosio  | Virgin-Cosworth      | 59   | +2 okr. (32,055)  |           |
| 19                | 4         | 22 | Daniel Ricciardo   | HRT-Cosworth         | 57   | +4 okr.           |           |
| 20                | 4         | 23 | Vitantonio Liuzzi  | HRT-Cosworth         | 57   | +4 okr. (64,644)  |           |
| 21                | 5         | 19 | Jaime Alguersuari  | Toro Rosso-Ferrari   | 56   | wypadek           |           |
| Niesklasyfikowani |           |    |                    |                      |      |                   |           |
|                   |           | 21 | Jarno Trulli       | Lotus-Renault        | 47   | skrzynia biegów   |           |
|                   |           | 7  | Michael Schumacher | Mercedes             | 28   | kolizja z Pérezem |           |
|                   |           | 24 | Timo Glock         | Virgin-Cosworth      | 9    | wypadek           |           |
| P                 | + / –     | Nr | Kierowca           | Konstruktor          | Okr. | Czas / Strata     | Komentarz |

### Najszybsze okrążenie
Źródło: Wyprzedź Mnie!
| Nr | Kierowca      | Konstruktor | Czas     | Okr. |
| -- | ------------- | ----------- | -------- | ---- |
| 4  | Jenson Button | McLaren     | 1:48,454 | 54   |

## Prowadzenie w wyścigu
| Nr                              | Kierowca         | Okrążenia | Suma |
| ------------------------------- | ---------------- | --------- | ---- |
| 1                               | Sebastian Vettel | 1-61      | 61   |
| \| Wykres \| \| ------ \| \| \| |                  |           |      |
| Wykres                          |                  |           |      |
|                                 |                  |           |      |

## Klasyfikacja po wyścigu

### Kierowcy
| P  | +/− | Kierowca           | Starty | Punkty | P1 | P2 | P3 | PP | NO | NS |
| -- | --- | ------------------ | ------ | ------ | -- | -- | -- | -- | -- | -- |
| 1  | 0   | Sebastian Vettel   | 14     | 309    | 9  | 4  | –  | 11 | 1  | –  |
| 2  | +1  | Jenson Button      | 14     | 185    | 2  | 3  | 3  | –  | 2  | 2  |
| 3  | −1  | Fernando Alonso    | 14     | 184    | 1  | 3  | 3  | –  | 1  | 1  |
| 4  | 0   | Mark Webber        | 14     | 182    | –  | 2  | 6  | 3  | 5  | 1  |
| 5  | 0   | Lewis Hamilton     | 14     | 168    | 2  | 2  | –  | –  | 3  | 2  |
| 6  | 0   | Felipe Massa       | 14     | 84     | –  | –  | –  | –  | 2  | 2  |
| 7  | 0   | Nico Rosberg       | 14     | 62     | –  | –  | –  | –  | –  | 2  |
| 8  | 0   | Michael Schumacher | 14     | 52     | –  | –  | –  | –  | –  | 4  |
| 9  | 0   | Witalij Pietrow    | 14     | 34     | –  | –  | 1  | –  | –  | 2  |
| 10 | 0   | Nick Heidfeld      | 11     | 34     | –  | –  | 1  | –  | –  | 3  |
| 11 | +1  | Adrian Sutil       | 14     | 28     | –  | –  | –  | –  | –  | 2  |
| 12 | −1  | Kamui Kobayashi    | 14     | 27     | –  | –  | –  | –  | –  | 3  |
| 13 | +2  | Paul di Resta      | 14     | 20     | –  | –  | –  | –  | –  | 1  |
| 14 | −1  | Jaime Alguersuari  | 14     | 16     | –  | –  | –  | –  | –  | 3  |
| 15 | −1  | Sébastien Buemi    | 14     | 13     | –  | –  | –  | –  | –  | 2  |
| 16 | 0   | Sergio Pérez       | 12     | 9      | –  | –  | –  | –  | –  | 4  |
| 17 | 0   | Rubens Barrichello | 14     | 4      | –  | –  | –  | –  | –  | 3  |
| 18 | 0   | Bruno Senna        | 3      | 2      | –  | –  | –  | –  | –  | –  |
| 19 | 0   | Pastor Maldonado   | 14     | 1      | –  | –  | –  | –  | –  | 2  |
| 20 | 0   | Pedro de la Rosa   | 1      | 0      | –  | –  | –  | –  | –  | –  |
| 21 | 0   | Jarno Trulli       | 13     | 0      | –  | –  | –  | –  | –  | 4  |
| 22 | 0   | Heikki Kovalainen  | 14     | 0      | –  | –  | –  | –  | –  | 5  |
| 23 | 0   | Vitantonio Liuzzi  | 13     | 0      | –  | –  | –  | –  | –  | 4  |
| 24 | 0   | Jérôme d’Ambrosio  | 14     | 0      | –  | –  | –  | –  | –  | 2  |
| 25 | 0   | Timo Glock         | 13     | 0      | –  | –  | –  | –  | –  | 3  |
| 26 | 0   | Narain Karthikeyan | 7      | 0      | –  | –  | –  | –  | –  | 1  |
| 27 | 0   | Daniel Ricciardo   | 6      | 0      | –  | –  | –  | –  | –  | 2  |
| 28 | 0   | Karun Chandhok     | 1      | 0      | –  | –  | –  | –  | –  | –  |
| P  | +/− | Kierowca           | Starty | Punkty | P1 | P2 | P3 | PP | NO | NS |

### Konstruktorzy
| P  | +/− | Konstruktor          | Starty | Punkty | P1 | P2 | P3 | PP | NO | NS |
| -- | --- | -------------------- | ------ | ------ | -- | -- | -- | -- | -- | -- |
| 1  | 0   | Red Bull-Renault     | 28     | 491    | 9  | 6  | 6  | 14 | 6  | 1  |
| 2  | 0   | McLaren-Mercedes     | 28     | 353    | 5  | 4  | 3  | –  | 5  | 4  |
| 3  | 0   | Ferrari              | 28     | 268    | 1  | 3  | 3  | –  | 3  | 3  |
| 4  | 0   | Mercedes             | 28     | 114    | –  | –  | –  | –  | –  | 6  |
| 5  | 0   | Renault              | 28     | 70     | –  | –  | 2  | –  | –  | 5  |
| 6  | 0   | Force India-Mercedes | 28     | 48     | –  | –  | –  | –  | –  | 3  |
| 7  | 0   | Sauber-Ferrari       | 27     | 36     | –  | –  | –  | –  | –  | 6  |
| 8  | 0   | Toro Rosso-Ferrari   | 28     | 29     | –  | –  | –  | –  | –  | 5  |
| 9  | 0   | Williams-Cosworth    | 28     | 5      | –  | –  | –  | –  | –  | 6  |
| 10 | 0   | Lotus-Renault        | 28     | 0      | –  | –  | –  | –  | –  | 9  |
| 11 | 0   | HRT-Cosworth         | 26     | 0      | –  | –  | –  | –  | –  | 7  |
| 12 | 0   | Virgin-Cosworth      | 27     | 0      | –  | –  | –  | –  | –  | 4  |
| P  | +/− | Konstruktor          | Starty | Punkty | P1 | P2 | P3 | PP | NO | NS |